# Филадельфия
Филаде́льфия (англ. Philadelphia американское произношение: [ˌfɪləˈdɛlfiə] (слушать)о файле) — город в США, шестой по населению город страны и самый населённый город штата Пенсильвания. Население агломерации составляет 6 096 120 жителей. Расположен на реке Делавэр у побережья Атлантического океана.

## История
Город был основан в 1682 году Уильямом Пенном. Имеет прозвище «Город братской любви» (Φιλαδέλφεια на греческом языке означает братолюбие), это связано с тем, что город основан переселенцами, принадлежавшими к протестантской общине квакеров (в США и сейчас его неофициально называют Квакертаун — город квакеров).
В 1774 году в Филадельфии, в Карпентерс-холле, прошёл Первый Континентальный конгресс — съезд депутатов от 12 из 13 американских колоний Великобритании. В ходе съезда депутаты выработали ряд важных документов, намереваясь добиваться для колоний права самоуправления. А в 1776 году в Филадельфии Второй континентальный конгресс тринадцати североамериканских штатов принял Декларацию независимости. Сам же Второй континентальный конгресс работал в Филадельфии с 1775 года по 1781 год, взяв на себя роль национального правительства США. В 1776, 1777, 1778—1783 и 1790—1800 Филадельфия была временной столицей США.
В 1780 году в Филадельфии открыт первый банк в Северной Америке. В 1811 г. в Филадельфии уже действовало несколько машиностроительных заводов, все с чугунолитейными при них. В Филадельфии проходила Всемирная выставка 1876 года.
Одним из известных жителей города был Бенджамин Франклин.
С 1951 года занимает всю территорию округа Филадельфия.

## География

### Планировка
Центральную часть города построили в XVII веке по плану Уильяма Пенна. Первоначальный план Филадельфии учитывал два условия: чтобы по городу было легко передвигаться, а кварталы отделялись друг от друга открытым пространством, которое помогло бы предотвратить распространение огня.
Филадельфия стала сетью длинных прямых улиц с востока на запад и с севера на юг.
Реки Делавер и Скулкилл служили естественными границами, в которых первоначально были проложены улицы города.
Кроме того, Пенн планировал создание в городе пяти общественных парков; в 1824 году их переименовали в скверы:
- Центральный сквер (сквер Пенна, у ратуши);
- Северо-восточный публичный сквер (Сквер Франклина[англ.]);
- Северо-Западный сквер (Логан-сквер[англ.]);
- Юго-Западный сквер (Риттенхаус-сквер[англ.]);
- Юго-Восточной сквер (Сквер Вашингтона[англ.]).

Филадельфия разделена на большие районы: Север), Северо-Восток, (Северо-Запад), Запад, Юг и Юго-Запад. Они окружают Центральный район).

### Климат
По классификации климатов Кёппена Филадельфия попадает в северную периферию влажной субтропической климатической зоны (Cfa).
Для климата характерна умеренно мягкая и очень изменчивая зима, с колебаниями температур от −15 до +20 °C, часто с большим количеством снега, и очень долгое, душное и жаркое лето. Осадки обильно выпадают круглый год. В целом, климат Филадельфии сходен с климатом Нью-Йорка.
| Показатель                                                                | Янв.  | Фев.  | Март  | Апр.  | Май   | Июнь  | Июль  | Авг.  | Сен.  | Окт.  | Нояб. | Дек.  | Год  |
| ------------------------------------------------------------------------- | ----- | ----- | ----- | ----- | ----- | ----- | ----- | ----- | ----- | ----- | ----- | ----- | ---- |
| Абсолютный максимум, °C                                                   | 23    | 26    | 31    | 35    | 36    | 39    | 40    | 41    | 39    | 36    | 29    | 23    | 41   |
| Средний суточный максимум, °C                                             | 5,2   | 6,8   | 11,6  | 18,2  | 23,6  | 28,4  | 31,0  | 29,9  | 26,1  | 19,6  | 13,3  | 7,8   | 18,4 |
| Средняя температура, °C                                                   | 0,9   | 2,2   | 6,4   | 12,5  | 17,9  | 23,1  | 25,9  | 24,9  | 21,1  | 14,6  | 8,6   | 3,7   | 13,5 |
| Средний суточный минимум, °C                                              | −3,3  | −2,5  | 1,3   | 6,8   | 12,3  | 17,7  | 20,9  | 19,9  | 16,1  | 9,6   | 3,8   | −0,4  | 8,5  |
| Абсолютный минимум, °C                                                    | −22   | −24   | −15   | −10   | −2    | 7     | 11    | 7     | 2     | −4    | −13   | −21   | −24  |
| Среднее число солнечных часов в месяц                                     | 155,7 | 154,7 | 202,8 | 217,0 | 245,1 | 271,2 | 275,6 | 260,1 | 219,3 | 204,5 | 154,7 | 137,7 | 2498 |
| Среднее число дней с осадками                                             | 11    | 10    | 11    | 11    | 11    | 10    | 10    | 9     | 9     | 9     | 9     | 11    | 121  |
| Норма осадков, мм                                                         | 80    | 70    | 101   | 88    | 85    | 103   | 111   | 109   | 112   | 88    | 74    | 101   | 1120 |
| Источник: Национальное управление океанических и атмосферных исследований |       |       |       |       |       |       |       |       |       |       |       |       |      |

## Достопримечательности
Главная историческая достопримечательность Филадельфии и США — Индепенденс-холл (Зал Независимости), где в 1776 году была принята декларация независимости, а в 1787 году — Конституция США. Рядом с двухэтажным с колокольней зданием «Зала независимости» в специальном павильоне находится Колокол Свободы (Liberty Bell), символ независимости США, звон которого 8 июля 1776 года возвестил об оглашении декларации о независимости, принятой 4 июля 1776 года. Там же находится и Зал Конгресса, где был подписан Билль о правах. А также там находятся Второй банк Соединённых Штатов, Карпентерс-холл, Галерея Портретов, Старая Церковь Иосифа, Церковь Христа и Дом-музей Бетси Росс, швеи, которая, согласно легенде, сшила первый американский флаг.
Все эти достопримечательности окружены зелёными насаждениями, формируя несколько парковых кварталов в центре города.

## Другие достопримечательности
Филадельфийская аллея Элфорта — старейшая жилая улица в США. 32 дома аллеи Элфорта (англ. Elfreth’s Alley) построены в 1728—1836 годах. Улица получила название в честь Иеремии Элфорта, кузнеца XIX века и владельца недвижимости. Среди жителей аллеи были торговцы и их семьи, в том числе корабельные, серебряные и оловянные кузнецы, стеклодувы и мебельщики. Аллея является туристической достопримечательностью и редким сохранившимся примером жилого района рабочего класса XVIII века.
Известными достопримечательностями города являются: Филадельфийская ратуша (Philadelphia City Hall), Масонский храм Филадельфии (Masonic Temple Philadelphia), Пенновский центр (Penn Center), дом Пауэлла (Powell House), Итальянский рынок (Italian Market), Акварама (Acquarama), а также первый в стране универсальный магазин «Уонамейкерс» (Wanamaker’s). В городе расположен самый старый сохранившийся мост Соединённых Штатов Америки — мост Франкфорд-авеню, построенный в 1697 году и используемый до настоящего времени для движения автомобилей и троллейбусов.
В Филадельфии также находится Морской музей. Музей был основан в 1961 году морским коллекционером Дж. Уэллсом Хендерсоном. Первоначально в музее размещалась его личная коллекция морских предметов. Сегодня здесь представлено множество оригинальных моделей судов, есть полноразмерные лодки и исторические корабли, такие как «Олимпия» — бронепалубный крейсер военно-морского флота США и парусник Moshulu.
В Холле Философии до сих пор проводятся заседания Первого философского общества США, основанного Бенджамином Франклином.
Fairmount Park — один из крупнейших городских парков в мире. На его территории расположен старейший в стране зоопарк (основан в 1874 году).
Больше чем любой другой город Филадельфия является показательной в плане истории американской архитектуры. Мейн-стрит в Манаюнке вошла в десятку самых лучших улиц Америки, благодаря домам XIX века, в которых расположились магазины, галереи искусства и пивные.

## Музеи
- Филадельфийский музей искусства
- Музей Родена
- Фонд Барнса — школа искусств и художественный музей-галерея в Мерионе[англ.] (пригороде Филадельфии)
- Музей археологии и антропологии Пенсильванского университета
- Музей медицинской истории Мюттера — музей медицинских патологий, старинного медицинского инструментария и биологических экспонатов, основанный Колледжем (коллегией) врачей Филадельфии в 1849 г. и позднее названный в честь местного хирурга Томаса Бента Мюттера (1811—1859), который передал Колледжу свою уникальную коллекцию мирового класса[8][9]
- Пенсильванская академия изящных искусств — старейшие в США музей искусств и художественное училище
- Институт современного искусства (сокр. ICA) — музей современного искусства, расположенный в одном из кампусов Пенсильванского университета
- Музей истории американских евреев[англ.]

## Образование
В Филадельфии находятся Пенсильванский университет (основан в 1740 году), Технологический институт Дрекселя, Институт Франклина, Академия естественных наук (Academy of Natural Sciences) и др. — всего 88 университетов и колледжей.

## Городской транспорт Филадельфии
Транспорт Филадельфии, включающий автобусы, метро, троллейбусы, трамваи, находится под Транспортным управлением по юго-востоку Пенсильвании (SEPTA).
Метрополитен в Филадельфии был открыт в 1907 году, став 3-м в Соединённых Штатах.
В Филадельфии две линии метрополитена и пять линий подземно-наземного трамвая. Общая длина системы — 84 километра, количество станций — 85.
- Линия Маркет-Франкфорд[англ.] обозначена на карте голубым цветом. От конечной станции на западе города «69-я улица» она идёт на восток, после 46 Стрит уходит под землю, проходя в центре города под Маркет Стрит. После станции «2-я улица» линия поворачивает на север и снова выходит на поверхность, проходя до границы города по эстакаде над Франкфорд-стрит. Пересадка на линию Брод-стрит происходит на станции «15 Стрит». Первый участок «69 Стрит» — «15 Стрит» открылся в 1907 году.
- Линия Брод-стрит, обозначенная оранжевым цветом, проходит через город с севера на юг под одноимённой улицей. Вся линия подземная, кроме конечной северной станции «Ферн-Рок», вестибюль которой находится на поверхности. Имеет отросток (Broad-Ridge Spur) на восток в районе центра. Пересадка на линию Маркет-Франкфорд осуществляется на станции «Сити-холл». Первый участок открыт в 1928 году.

Маршруты трамваев, обозначенные на карте зелёным цветом, проходят параллельно линиям метрополитена в тоннеле под центром города. Вне центра они движутся по поверхности.
В Филадельфии множество автобусных маршрутов. Нумерация маршрутов сквозная.
Пригороды Филадельфии обслуживаются 8-ю маршрутами электропоездов, именуемыми Regional Rail. Один из них идёт в штат Нью-Джерси, город Трентон. Оттуда аналогичным электропоездом можно добраться до Нью-Йорка. Подобно немецкому эс-бану, Филадельфия не является конечной маршрутов, а местом где все они перекрещиваются. На карте обозначаются тонкими синими линиями.
Норристаунская скоростная линия — линия пригородного трамвая, идущая в Норристаун. Обозначена фиолетовым цветом.
Между Филадельфией и городами штата Нью-Джерси, находящимися на другом берегу реки Делавэр, курсирует линия межштатного метро — PATCO (англ. Port Authority Transit Corporation — Транзитной корпорации портовой администрации).
Эта линия идёт из центра города на юго-запад, пересекая реку Делавэр по мосту Бенджамина Франклина. На карте обозначена красным цветом. Первый участок этой линии открыт в 1938 году.

## Спорт

### Клубы
| Клуб                | Лига                    | Стадион                   | Основан | Победы |
| ------------------- | ----------------------- | ------------------------- | ------- | ------ |
| Филадельфия Флайерз | NHL Хоккей              | «Уэллс Фарго Центр»       | 1967    | 2      |
| Филадельфия-76      | NBA Баскетбол           | «Уэллс Фарго Центр»       | 1946    | 3      |
| Филадельфия Юнион   | MLS Футбол              | «Пи-пи-эл Парк»           | 2008    | -      |
| Филадельфия Филлис  | MLB Бейсбол             | «Ситизенс Банк Парк»      | 1880    | 2      |
| Филадельфия Иглз    | NFL Американский футбол | «Lincoln Financial Field» | 1933    | 3      |

### Стадионы
- Бейсбольный стадион «Конни Мэк»[англ.].
- Легкоатлетический стадион «Франклин филд»[англ.].
- Домашний стадион «Линкольн Файненшел Филд»

## Города-побратимы
| Страна           | Город-побратим  | Год установления связи |
| ---------------- | --------------- | ---------------------- |
| Италия           | Флоренция       | 1964                   |
| Израиль          | Тель-Авив       | 1966                   |
| Польша           | Торунь          | 1976                   |
| Китай            | Тяньцзинь       | 1980                   |
| Республика Корея | Инчхон          | 1984                   |
| Камерун          | Дуала           | 1986                   |
| Япония           | Кобе            | 1986                   |
| Россия           | Нижний Новгород | 1992                   |
| Франция          | Экс-ан-Прованс  | 1999                   |
| Франция          | Лион            | 2004                   |
| Италия           | Абруццо         | −                      |
| Греция           | Афины           | −                      |
| Ирак             | Мосул           | −                      |

## Филадельфия в культуре

### Фильмы
В целом ряде фильмов события разворачиваются в Филадельфии, в частности:
- серия фильмов «Рокки» (с 1976 года) с Сильвестром Сталлоне в главной роли: «Рокки», «Рокки 2», «Рокки 3», «Рокки 4», «Рокки 5», «Рокки Бальбоа» и «Крид: Наследие Рокки»;
- вымышленный секретный эксперимент «Филадельфийский эксперимент» (1984);
- юридическая драма «Филадельфия» (1993), где главный герой Эндрю Бэккитт (Том Хэнкс) борется с компанией, которая незаконно уволила его как якобы некомпетентного, а на самом же деле за то, что он — больной СПИД-ом гомосексуалист;
- фильмы режиссёра М. Найта Шьямалана «Шестое чувство» (1999) и «Неуязвимый» (2000);
- приключенческий фильм «Сокровище нации» (2004), где главные герои приезжают в Филадельфию в поисках надписи-подсказки (якобы сделанной на Колоколе Свободы) как ключа в поисках сокровища, спрятанного отцами-основателями США;
- сериал (ситком) «В Филадельфии всегда солнечно» (с 2005 года);
- биографическая драма «Преодоление» (2006) об игроке в американский футбол Винсе Папали[англ.];
- триллер «Законопослушный гражданин» (2009);
- сериал «Следствие по телу» (2011—2013);
- сериал «Как избежать наказания за убийство» (2014—2020);
- комедийные супергеройские фильмы «Шазам!» (2019) и «Шазам! Ярость богов» (2023).

### Музыка
- Песня «Philadelphia Freedom» — музыка Элтона Джона, слова Берни Топина.
- «Streets of Philadelphia» — Брюс Спрингстин.
- Песня «Philadelphia» - с альбома «The Dream» группы Alt-J.
- «Осень в Филадельфии» — М. Шуфутинский

### Кухня
- Чизстейк — сэндвич, придуманный в Филадельфии.